# Tanacetum larvatum
Tanacetum larvatum là một loài thực vật có hoa trong họ Cúc. Loài này được (Pant.) Hayek miêu tả khoa học đầu tiên năm 1931.